# 北大東機場
北大東機場（日语：／ Kitadaitō kūkō */?）是沖繩縣島尻郡北大東村（北大東島）的機場。根據日本空港整備法被分成第三種機場。

## 歷史
- 1971年：北大東緊急降落場啟用。
- 1978年：北大東緊急降落場改為北大東機場(民用機場)，機場跑道長800公尺。
- 1997年：機場跑道延長到1,500公尺。

## 航空管制
| 種類   | 頻率        |
| REMOTO | 126.200 MHz |

管制是由國土交通省大阪航空局那覇空港事務所担當。

## 航空公司與航點
| 航空公司                    | 目的地       |
| --------------------------- | ------------ |
| 日本航空 由琉球空中通勤營運 | 沖繩、南大東 |

## 其他
- 北大東機場～南大東機場的航線是全日本內最短的航線，在非正式記錄上是世界最短的航線。如果該次飛行的風向的是南北直線飛行的話，起飛後不用收起起落架便可著陸了。 
  - 兩座機場距離：12公里（7.5英里）
  - 全程需時：10分鐘
  - 飛行需時：3分鐘

## 外部連結
- 北大東機場介紹（日語）
- JAL機場訊息-北大東機場（页面存档备份，存于）（日語）